# Coleroa caulicola
Coleroa caulicola är en svampart som tillhör divisionen sporsäcksvampar, och som först beskrevs av Emil Rostrup, och fick sitt nu gällande namn av Asaipillai Sivanesan. Coleroa caulicola ingår i släktet Coleroa, och familjen Venturiaceae. Arten är reproducerande i Sverige.